# Caserío Ganboa
El caserío Ganboa en San Sebastián (España) es un caserío barroco situado en la ladera S, de bastante pendiente, de Igeldomendi. 

## Descripción
Se trata de una edificación de planta rectangular que consta de dos plantas y desván, cubierta a dos aguas, con cumbrera perpendicular a la fachada principal de orientación NE.
Presenta desde primera planta, entramado raseado por el exterior con huecos abiertos entre los pies derechos, pero sin guardar simetría. El raseo está encalado y presenta algunas imitaciones de entramados pintados. La fachada SE (casi no visible debido a la vegetación existente) presenta fábrica de sillería en su parte baja, tiene huecos regularmente dispuestos, recercados de piedra y restos de un balcón de madera semirroto en la planta primera. La fachada NW presenta una tejabana aneja adosada y es también muy poco visible. Posee alguna tronera. La fachada SW posee una inscripción grabada en el esquinal S de la misma.
La estructura del caserío, de madera, se apoya en cuatro pilares de sección cuadrada (0,50 x 0,50) de piedra sillería en los cuales se apoyan postes de madera de roble enterizos en los que se ensamblan en caja de espiga las vigas y tornapuntas regularmente dispuestas en toda la estructura.